# Méray Kornélia
Méray Kornélia, Pap Jenőné (Budapest, 1930. július 21. –) többszörös Európa-bajnok evezős, edző, sportújságíró, három alkalommal az év női sportolója.

## Versenyzői pályafutása
1950-ben kezdett el evezni a Hajógyár csapatában. A válogatottba korán bekerült, de első komolyabb nemzetközi sikerét csak később, 1955-ben tudta elérni, amikor egypárevezős európa-bajnoki bronzérmet szerzett. Ezt 1956-ban és 1957-ben meg tudta ismételni. Első komoly nemzetközi győzelmét 1958-ban szerezte, majd ezt követően a címét háromszor meg tudta védeni.
1961-ben, utolsó megnyert (nyílt) Európa-bajnoksága után vonult vissza az aktív evezéstől. Mivel evezésben csak visszavonulása után rendeztek világbajnokságokat, az olimpia programjában a sportág csak 1976 óta szerepelt, így ezeken nem tudott részt venni. Pályafutása során tizennégy alkalommal lett egypárevezősben országos bajnok. 1959 és 1961 között háromszor egymás után az év női sportolójává választották. A magyar evezőssport legsikeresebb versenyzőjének számít.

## Visszavonulása után
Még visszavonulása előtt, 1960-ban került a Népsport szerkesztőségébe, ahol 1985-ös nyugdíjba vonulásáig előbb munkatársként, majd főmunkatársként dolgozott. 1964-ben edzői diplomát szerzett a Testnevelési Főiskolán, edzőként az MTK utánpótlásánál dolgozott. Önéletrajzi ihletésű könyve Vizek szabadja lettem… címmel jelent meg 1983-ban.